# Hot (singel Avril Lavigne)
Hot – piosenka pop-rock stworzona przez Avril Lavigne i Evana Taubenfelda na trzeci studyjny album Lavigne, The Best Damn Thing (2007). Utwór został wyprodukowany przez Dr. Luke oraz wydany jako trzeci oficjalny singel z krążka. Piosenka została promocyjnie kilkakrotnie wykonana m.in. na gali 2007 MTV Europe Music Awards oraz w programach Dancing with the stars i The Friday Night Project.

## Teledysk
Teledysk do singla nakręcony był we wrześniu 2007 w Jersey City, w Murdoch Hall oraz reżyserowany przez Matthew Rolstona. Klip rozpoczyna się przywitaniem Lavigne przez paparazzich i fanów. W następnym ujęciu artystka przedstawiona jest za kulisami sceny, w pokoju przygotowującą się do występu, który następnie pokazuje. W finalnej części videoclipu, Lavigne opuszcza miejsce pokazu wchodząc do tego samego samochodu, którym przyjechała. Oficjalna premiera teledysku miała miejsce dnia 5 października 2007 na portalu Yahoo! Music oraz stacjach muzycznych VIVA i MTV.

## Lista utworów i formaty singla
Brytyjski CD singel
(Wydany dnia 29 października 2007)
1. „Hot”
2. „I Can Do Better” [Wersja akustyczna]

Australijski CD singel
(Wydany dnia 15 grudnia 2007)
1. „Hot”
2. „When You’re Gone” [Wersja akustyczna]
3. „Girlfriend” [Dr. Luke Remix] (featuring Lil’ Mama)

## Pozycje na listach
| Lista przebojów (2007)       | Najwyższa pozycja |
| ---------------------------- | ----------------- |
| Australia ARIA Singles Chart | 14                |
| Austria Singles Chart        | 19                |
| Belgia Singles Chart         | 56                |
| Irlandia Singles Chart       | 19                |
| Kanada Billboard Hot 100     | 10                |
| Niemcy Singles Chart         | 26                |

| Lista przebojów (2007)            | Najwyższa pozycja |
| --------------------------------- | ----------------- |
| Nowa Zelandia RIANZ Singles Chart | 30                |
| Szwecja Singles Chart             | 53                |
| Szwajcaria Singles Chart          | 61                |
| UK Singles Chart                  | 30                |
| USA Billboard Hot 100             | 95                |
| USA Billboard Pop 100             | 64                |